# Servei Secret Especial
Servei o Servici Secret Especial (Special Intelligence Service en anglès) va ser una branca de contraespionatge del Federal Bureau of Investigation (FBI) dels Estats Units d'Amèrica ubicada a Amèrica del Sud durant la segona guerra mundial. Va ser creada durant el mandat del president Franklin D. Roosevelt per vigilar les activitats de les Potències de l'Eix a l'Amèrica Central i l'Amèrica del Sud.